# Dugometražni film
Dugometražni film, ili cjelovečernji film - filmsko djelo (najčešće se odnosi na igrani film, rjeđe na animirani i dokumentarni film) u trajanju od dva sata (standardno prikazivačko vrijeme). Najmanja duljina dugometražnog filma iznosi 60 minuta, a najduža - 3 i više sati.
Prema Američkom filmskom institutu, Britanskom filmskom institutu, te Akademiji filmskih umjetnosti i znanosti (AMPAS) prikazivačko vrijeme filma iznosi više od 40 minuta, dok prema Udruzi filmskih i televizijskih glumaca (SAG) dugometražni film traje najmanje 80 minuta.
Većina dugometražnih filmova traje između 90 i 210 minuta. Film The Story of the Kelly Gang je bio prvi dugometražni film prema kriteriju trajanja, te je prikazan u Australiji 1906. Prvi dugometražni film i adaptacija bio je film Jadnici (prema istoimenom romanu Victora Hugoa), prikazan 1909.
Dugometražni filmovi za djecu obično traju između 60 i 120 minuta. Od drugih ranih dugometražnih filmova vrijedi spomenuti Oliver Twist (1912.), Rikard III. (1912.) i From the Manger to the Cross, (hrv. Od jasala do križa ili Isus iz Nazareta, 1912.).
Mnogi dugometražni filmovi su adaptacije književnih djela. Među značajnim dugometražnim filmovima nalaze se Kum, Zameo ih vjetar, Dracula, (1931.), Forrest Gump i trilogija Gospodar prstenova.

## Opis
Akademija filmskih umjetnosti i znanosti, Američki filmski institut, i Britanski filmski institut definiraju dugometražni film kao film s trajanjem od 40 minuta ili duže. Centre National de la Cinématographie u Francuskoj definira ga kao film od 35 mm duži od 1,600 metara, što iznosi točno 58 minuta i 29 sekundi za zvučni film, a SAG - najmanje 80 minuta. Danas dugometražni film traje obično između 70 i 210 minuta, a dječji film između 60 i 120 minuta.

## Povijest
Termin "dugometražni film" se počeo koristiti kao naziv za glavni film koji se prikazuje u kinu, te film koji se promovira i oglašava. Namjera je bila razlikovati glavni film od kratkih filmova koji su se u pravilu prikazivali prije glavnog filma, npr. filmske novosti, serijali, crtani filmovi, akcijske komedije i dokumentarni filmovi. Ove vrste kratkih filmova prethodile su prikazivanju filma koji je imao najistaknutiju reklamu i imao više rola. Nije bilo iznenadnog skoka u prikazivačkom vremenu filmova - film je ranih 1910-ih postupno narastao od dvije, tri do četiri role.
Rani dugometražni filmovi su bili producirani u Americi i Francuskoj i prikazivani s odvojenim scenama, ali je prikazivač imao mogućnost projicirati ih zajedno. Američka kompanija S. Lubin izdaje Pasiju (eng. Passion Play) u siječnju 1903. u 31 dijelu, sveukupno u trajanju od 60 minuta. Francuska kompanija Pathé Frères izdaje drugačiju Pasiju pod nazivom La Vie et la passion de Jésus Christ, u svibnju 1903. u 32 dijela od 44 minute. Pojavile su se i snimke boksačkih mečeva, npr. The Corbett-Fitzsimmons Fight (1897.).
Prema duljini, prvi je dugometražni dramski film bio australski 70-minutni film The Story of the Kelly Gang (1906.). Slično tome, prvi europski dugometražni film bio je 90-minutni film L'Enfant prodigue (Francuska, 1907.), iako je to bila nepromijenjena snimka kazališne predstave; prvi europski dugometražni film adaptiran izravno za ekran, Jadnici, došao je iz Francuske 1909. Prvi ruski dugometražni film bila je Obrana Sevastopolja iz 1911. Prvi dugometražni film Velike Britanije bio je dokumentarni film With Our King and Queen Through India (1912.), snimljen u "kinemacoloru", i Oliver Twist (1912.). Prvi američki dugometražni film bila je drugačija produkcija Olivera Twista (1912.), From the Manger to the Cross (1912.) i Rikard III. (1912.), u kojem je glumio Frederick Warde. Prvi azijski dugometražni film bio je japanski The Life Story of Tasuke Shiobara (1912.), u Indiji - Raja Harishchandra (1913.), u Južnoj Americi - brazilski O Crime dos Banhados (1913.), u Africi - južnoafrički Die Voortrekkers (1916.), i 1913. u Kini - Nan Fu Nan Qi Zhanga Shichuana.
Do 1915.g. u Americi je godišnje bilo producirano više od 600 filmova. Najproduktivnija godina bila je 1921., sa 682 filma, a najmanje novih filmova izašlo je 1963. – 213. Između 1922. i 1970. Amerika i Japan su zamijenili mjesta u vodstvu prema broju dugometražnih filmova. Od 1971. zemlja s najvećim brojem filmova je Indija, koja snimi tisuću filmova na više od dvanaest indijskih jezika svake godine.

## Digitalni film
Dana 29. listopada 2001. satelitom je emitiran prvi digitalni film u Europi od 94 minute, autora Bernarda Pauchona, Alaina Lorentza, Raymonda Melwiga, Philippea Binanta.